# گیل استریکلند
گیل استریکلند (انگلیسی: Gail Strickland؛ زادهٔ ۱۸ مهٔ ۱۹۴۷) یک بازیگر سینما، و هنرپیشه اهل ایالات متحده آمریکا است. وی از سال ۱۹۶۶ میلادی تاکنون مشغول فعالیت بوده‌است.
از فیلم‌ها یا برنامه‌های تلویزیونی که وی در آن نقش داشته است می‌توان به جهش به سوی افتخار، رئیس‌جمهور آمریکا، نورما ری، شجاعت غیرمعمول و بلوز آکسفورد اشاره کرد.